# Carole Weyers
Carole Weyers est une actrice belge née le 30 novembre 1984 à Anderlecht (Belgique). Elle mène une carrière internationale, entre Bruxelles, Londres, Paris et Los Angeles, au théâtre, au cinéma et à la télévision.

## Biographie
Attirée par une carrière artistique, Carole Weyers a suivi sa formation de comédienne à l’Institut des arts de diffusion situé à Louvain-la-Neuve en Belgique. En 2006, elle s'installe à Londres et poursuit sa formation à la London Academy of Music and Dramatic Art, où elle a l’occasion d'ajouter une corde de « jeu classique » (Shakespeare, Restauration, Jacobéen) à son arc. En 2010, elle décide de poursuivre sa carrière aux États-Unis, à Los Angeles, et suit les cours du Howard Fine Acting Studio.
Elle tourne dans les séries américaines Grey's Anatomy, NCIS : Enquêtes spéciales, Manhattan, Modern Family. Au théâtre, sa prestation dans Henri V de Shakespeare lui vaut une nomination de la meilleure actrice dans un second rôle aux 2014 Ovation Awards (en).
En 2019, Carole Weyers joue pour la première fois en France, en interprétant Déa Versini, le personnage principal de la série policière Double je, avec François Vincentelli. La série est créée par Camille Pouzol et les huit épisodes sont diffusés au printemps 2019 sur France 2. Pour ce rôle, l'actrice est primée au festival Séries Mania 2019,,.

## Filmographie

### Cinéma
- 2012 : L'Envahisseur de Nicolas Provost : Kate
- 2012 : Finding Focus de Dave Henri : Olivia
- 2013 : Tennis de Jean-Marie Buchet : Julie
- 2014 : Welcome Home de Tom Heene : Margaret
- 2014 : Nos étoiles contraires de Josh Boone : voix d'Anne Franck
- 2015 : Distorted de Darren Wharton : Carole
- 2018 : Winterlong de David Jackson : Carole
- 2017 : Agent de Derek Ting : Dr. Jansen
- 2019 : The Room de Christian Volckman : Mrs. Schaeffer
- 2020 : La Terre et le Sang de Julien Leclercq : Catherine Duval
- 2020 : Aline de Valérie Lemercier : La styliste
- 2021 : Sentinelle de Julien Leclercq : Capitaine Catherine Muller
- 2021 : Agent Revelation de Derek Ting : Dr Jansen
- 2022 : On the Line de Romuald Boulanger
- 2022 : La Maison d'Anissa Bonnefont : Dorothée

### Courts métrages
- 2006 : Ginette de Raphaël Balboni : Ginette
- 2008 : The Last Breath de David Jackson : Anna
- 2009 : Life Bonds de Sharon Odams : Carly
- 2010 : At First Sight de Stanislava Buevich : Emma
- 2011 : L'Amour Ou Pire Encore de Christophe Verdonck : Elisabeth
- 2011 : Killing Adam d'Andrew Saunders : Olivia
- 2012 : Material Support de Jake Tishler : Agent
- 2013 : Rosa d'Éric Godon : Moira
- 2013 : Primavera de Vincent Pruden : Girlfriend

### Télévision

#### Séries télévisées
- 2008 - 2009 : Melting Pot Café : Delphine
- 2014 : Grey's Anatomy, Saison 11 épisode 5 : Faire une pause : Emily Gardner
- 2014 : NCIS : Enquêtes spéciales, Saison 12 épisode 2 : Tuer le messager : Trish Wallace
- 2014 : Manhattan, Saison 1 : Élodie Lancefield
- 2015 : Modern Family, Saison 7, épisode 2 : Alex quitte le nid : la femme française
- 2015 : Sugar Fix, web série, épisode 4 : Sasha Bitner : Burgundy
- 2019 : Double je : Déa Versini (rôle principal, les huit épisodes)
- 2019 : Section de recherches, épisode Mort sur Mesure : Victoria Baumard
- 2019 : The Window de Adrian Shergold : Kirtsen Lake
- 2019 : Missing File (en) de 	Oded Davidoff : Marianka
- 2020 : Parlement de Noé Debré : Janet Moore
- 2020 : No Man's Land : Julie
- 2021 : Braqueurs de Julien Leclercq : Danique

#### Téléfilms
- 2021 : Harcelés d'Olivier Barma : Anne Valdek
- 2021 : Les Héritiers de Jean-Marc Brondolo : Claire

## Théâtre
- 2005 : Atteintes de et mise en scène Cécile Boland, Théâtre du Blocry, Belgique : Anissa
- 2006 : Incendies de Wajdi Mouawad, mise en scène Sylvie de Braekeleer, Théâtre Jean Vilar, Belgique : Nawal
- 2006 : Les Deux Gentilshommes de Vérone de  William Shakespeare, mise en scène Aaron Mullen, Linsbury Studio, GB : Julia
- 2007 : Macbeth de  William Shakespeare, mise en scène Stephen Jameson, McOwan Theatre, GB : Lady M
- 2008 : Tell Me... Lies de Carole-Anne Le Foll, mise en scène Catherine Paskell, Arts Theatre, GB : Fleur
- 2009 : L'Illusion comique de Pierre Corneille, mise en scène Marcel Delval, Théâtre Varia, Belgique : Isabelle
- 2010 : Emballez, c'est pesé ! de Jean-Marie Piemme, mise en scène Yves Claessens, CC Bruegel, Belgique : la sœur du charcutier
- 2010 : Le Traumatisme du lapin de Laura Vossen, mise en scène Patricia Houyoux, CC Bruegel, Belgique : Gabrielle
- 2010 : Jalousie en trois mails de Esther Vilar, mise en scène Daniel Hanssens, Théâtre Mercelis, CC d’Uccle, Wolubilis, Belgique : Iris
- 2013 : God's Gypsy de Coco Blignault, mise en scène Joel Daavid, Lillian Theatre, Los Angeles, USA : Princess of Eboli
- 2014-2016 : Henry V de William Shakespeare, mise en scène Guillermo Cienfuegos, Pacific Resident Theatre, Venice, USA : Princess Kathryn, Nym
- 2014-2016 : The Unfryable Meatness of Being, mise en scène Guillermo Cienfuegos, Pacific Resident Theatre, Venice, USA : Abigail
- 2016 : My Girlfriend is an Alien de Neil McGowan, mise en scène de Guillermo Cienfuegos : Carole
- 2016 : Lion in winter de James Goldman, mise en scène Michaël Cooper, Pacific Resident Theatre, Venice, USA : Alais
- 2017 : The Normal Heart de Larry Kramer, mise en scène Marilyn McIntyre, Chromulume Theater, Los Angeles, USA : Dr. Brookner
- 2017 : Whatever Happened To ...?, mise en scène Elina Desantos, Pacific Resident Theatre, Venice, USA : Red
- 2017 : Rhinocéros de Ionesco, mise en scène Guillermo Cienfuegos, Pacific Resident Theatre, Venice, USA : Daisy
- 2020 : Ils étaient tous mes fils d'Arthur Miller, mise en scène Elina Desantos, Pacific Resident Theatre, Venice, USA : Ann

## Distinctions

### Récompenses
- Festival Séries Mania 2019 : Meilleure actrice pour Double je[6]

### Nomination
- 2014 Ovation Awards (en) : Meilleure actrice dans un second rôle pour Henry V [1]